# Sandie Shaw
Sandie Shaw (*26. února 1947 Dagenham, hrabství Essex), vlastním jménem Sandra Ann Goodrich, je britská zpěvačka. Za její poznávací znamení platilo, že často vystupovala s bosýma nohama. Svou první smlouvu získala v roce 1964. Její první deska As Long As You're Happy Baby jí ještě nepřinesla úspěch. Tento se dostavil v říjnu 1964, s písní „Always Something There To Remind Me“ od Burta Bacharache a Hala Davida. Další hity pro ni psal Chris Andrews a v roce 1967 patřila k nejúspěšnějším zpěvačkám Británie.
8. dubna 1967 vyhrála ve Vídni Eurovision Song Contest s písní „Puppet on a string“. Její výstup s bosýma nohama byl tehdy malý skandál, když rakouští pořadatelé místo obvyklých víceúčelových hal zvolili Hofburg, dřívější sídlo rakouských císařů.
V roce 1984 natočila s Morrisseym cover verzi písně „Hand in the Glove“ a nadchla fanoušky The Smiths (radio one´s Saturday Live, 14. dubna 1984). V britských hitparádách se s touto písní umístila na 27. místě.
Po dokončení studia na Oxfordské univerzitě a Londýnské univerzitě je dnes činná jako psychoanalytička. Dodnes vydává v nepravidelných intervalech desky, které se Sandie z šedesátých let nemají mnoho společného. 26. března 2007 vydala píseň „Puppet Got Brand New String“, což je remake její písně „Puppet on a string“.

## Hity
- (There's) Always Something There To Remind Me 1964 (USA 52. místo, UK 1. místo)
- Girl Don't Come 1964 (USA 42. místo, UK 3. místo)
- I'll Stop At Nothing 1965 (UK 4. místo)
- Long Live Love 1965 (USA 97. místo, UK 1. místo)
- Message Understood 1965 (UK 6. místo)
- Tomorrow 1966 (UK 14. místo)
- Nothing Comes Easy 1966 (UK 14. místo)
- Puppet On A String 1967 (UK 1. místo)
- You've Not Changed 1967 (UK 18. místo)
- Monsieur Dupont 1969 (UK 6. místo)